# Procryptocerus regularis
Procryptocerus regularis är en myrart som beskrevs av Carlo Emery 1888. Procryptocerus regularis ingår i släktet Procryptocerus och familjen myror. Inga underarter finns listade i Catalogue of Life.